# Journalistische Darstellungsform
Journalistische Darstellungsformen gelten für alle Medien, also Zeitungen, Zeitschriften, Hörfunk, Fernsehen und Internet, obwohl das Medium selbst ebenfalls eine nicht unwesentliche Rolle spielt (Medienadäquatheit). Kennzeichnend für die bundesdeutsche Journalismuslehre nach 1945 ist die vom amerikanischen Journalismus übernommene Trennung von Information und Meinung (1. Trennungsregel).
Als Quelle dienen neben eigener Recherche (persönliche Recherchen, Telefonrecherche, Archivrecherche, Internetrecherche) auch Nachrichtenagenturen und Bildagenturen. In der Praxis werden oft auch Pressemitteilungen (auch: „Originaltexte“ oder „Waschzettel“) von Unternehmen und Institutionen unverändert oder in leicht modifizierter Form übernommen. Damit wächst der Einfluss der Public Relations auf den Journalismus. Dabei muss jedoch laut Presserecht der redaktionelle Teil eines Mediums unabhängig vom Anzeigenteil (Werbung) erstellt werden und der Unterschied deutlich erkennbar sein (2. Trennungsregel).
In der Praxis haben sich folgende informierenden und meinungsäußernden Darstellungsformen herausgebildet, die sich vor allem im Printjournalismus etabliert haben, aber in gleicher oder ähnlicher Form auch im Radiojournalismus, im Fernsehjournalismus und im Internetjournalismus zu finden sind:

## Informierende Darstellungsformen
Nachrichten und Berichte zu schreiben, ist das journalistische Kernhandwerk. Die Auswahl der Themen erfolgt nach dem Nachrichtenwert, der sich zusammensetzt: a) aus der Aktualität und b) aus dem Wissens-, Unterhaltungs- und Nutzwert. Mehr als alle anderen Darstellungsformen sind Nachrichten und Berichte am Ziel der Objektivität orientiert; sie müssen sich jeder Wertung enthalten.

### Kurzmeldung
Die Kurzmeldung ist eine auf das Minimum beschränkte Darstellung eines allgemein interessierenden Ereignisses. Das ist in der Regel etwas bereits Geschehenes; es kann sich aber auch um eine Ankündigung handeln.

### Nachricht
Die Nachricht ist eine kompakte Darstellung eines Ereignisses, das für Leser, Radiohörer oder Fernsehzuschauer interessant und wichtig ist. Im Gegensatz zur Kurzmeldung gibt die Nachricht Antwort auf die sieben für das Thema relevanten journalistischen W-Fragen: Wer? Was? Wann? Wo? Wie? Warum? Woher/welche Quelle?
Für den Aufbau der Nachricht gilt das Grundprinzip: Das Wichtigste, der Kern, kommt zuerst. Auf den Kern folgen die anderen Bausteine: Einzelheiten, Quelle, Hintergrund (d. h. Vorgeschichte, Zusammenhänge, interessante Zusatzinformationen). Die Reihenfolge dieser Bestandteile ist nicht starr, sondern richtet sich nach der Zweckmäßigkeit. Zum Beispiel kann es sinnvoll sein, zuerst auf die Vorgeschichte einzugehen und erst dann die Einzelheiten des Ereignisses zu schildern. In der neueren Fachliteratur spricht man vom „Bausteine-Modell“. Es ist weniger streng als das Prinzip der umgekehrten Pyramide, das im 19. Jahrhundert in den USA entwickelt wurde. Es soll vor allem veranschaulichen, dass die Wichtigkeit der Fakten nach unten abnimmt: Oben ist die Pyramide breit, unten schmal und spitz. Dadurch kann man sehr leicht Artikel, von unten beginnend, kürzen.

### Bericht
Der Bericht ist länger und umfangreicher als die Nachricht, im Aufbau aber identisch: das Wichtigste, Interessanteste zuerst. Der Bericht enthält Einzelheiten (z. B. längere Zitate) und Hintergrundinformationen, die über den Nachrichtenkern hinausgehen, auch zitierte Urteile, Einschätzungen, Stellungnahmen von Experten.

## Weitere informierende Formen
Die längeren informationsorientierten Darstellungsformen folgen in der Regel nicht dem Prinzip „das Wichtigste zuerst“, sondern vielmehr einem „roten Faden“ und einem Spannungsbogen. Im Gegensatz zu den streng objektiven Formen Kurzmeldung, Nachricht und Bericht tritt vielfach die Person des Journalisten in Erscheinung – mit subjektiven Beobachtungen und Einschätzungen. Eckart Klaus Roloff nannte Formen wie Reportage, Feature, Porträt und Essay deshalb interpretierende Darstellungsformen. Wolf Schneider und Paul-Josef Raue sprechen von unterhaltenden, Michael Haller von erzählenden Formen.

### Reportage
Die Reportage ist eine lebendige Schilderung eines Ereignisses, das der Reporter selbst beobachtet (hat). Am deutlichsten wird diese Darstellungsform in der Live-Reportage im Radio: Der Reporter sagt, was er sieht und was er sonst noch von der Sache weiß. Für die Print-Reportage bringt der Reporter seine Eindrücke zu Papier. Er muss dazu unbedingt selbst am Ort des Geschehens gewesen sein. Als Tempus für eine live-ähnliche Schilderung bietet sich das Präsens an. Im Gegensatz zum Bericht zitiert die Reportage nicht nur offizielle Auskunftgeber, sondern auch „einfache“ Leute. Ideal ist es, wenn eine  Reportage im Konkreten das Allgemeine sichtbar macht.

### Feature
Das Feature ist bunter und vielfältiger als die Reportage. Im Vordergrund steht nicht die live-ähnliche Schilderung, sie dient oft nur als Einstieg. Vielmehr geht es im Feature um allgemeine, nicht an die Tagesaktualität gebundene Themen, die am Einzelfall veranschaulicht werden. Nach Walther von La Roche kennzeichnen „ständiger Wechsel zwischen Anschauung und Abstraktion, zwischen Schilderung und Schlussfolgerung“ die Darstellungsform (siehe auch Radio-Feature).

### Porträt
Das Porträt beschreibt eine Person, eine Gruppe, auch eine Institution oder ein Unternehmen journalistisch. Bei Personenporträts wird oftmals eine Kombination aus (frei wiedergegebenem) Interview und Reportage oder Feature gewählt. Ein Unternehmensporträt ist meist eher nachrichtlich aufgebaut. Porträts können sogar kommentierende Elemente enthalten. Eine Sonderform des Porträts ist der Nachruf, der Leben und Werk vor kurzem verstorbener Persönlichkeiten würdigt. Genau genommen ist das Porträt keine Darstellungsform, sondern ein Inhalt (Walther von La Roche).

### Interview
Das Interview ist ein Gespräch einer oder mehrerer Journalisten mit dem Interviewpartner in Frage- und Antwort-Form. Es kann im (bearbeiteten) Originalton oder Originaltext wiedergegeben werden. Es gibt drei Arten des Interviews: 
- Im sachzentrierten Interview beantwortet ein Experte Fragen zu einem Sachverhalt. Möglicher Einsatz: im Ratgeber- oder Technikjournalismus u. ä.
- Im personenbezogenen Interview steht das Interesse an der interviewten Person im Mittelpunkt. Möglicher Einsatz: in Society-Publikationen, Talkshows u. ä.
- Im meinungszentrierten Interview steht die Stellungnahme des Interviewten zu einem Sachverhalt im Mittelpunkt.

Eine Mischung mehrerer Varianten ist möglich, bei einem längeren Interview mit einem Politiker wird das Gespräch sehr wahrscheinlich sowohl über Sachfragen als auch die Person gehen. Interviews werden häufig vor der Veröffentlichung von dem Gesprächspartner gegengelesen und anschließend autorisiert, also freigegeben. Dabei geht es nicht um Zensur; eine maßgebliche Veränderung der Gesprächsinhalte im Nachhinein ist unüblich. Vielmehr soll der Gesprächspartner Gelegenheit bekommen, die Aussagen auf inhaltliche Richtigkeit zu überprüfen. Verändert der Interviewte in der Autorisierungsphase die Inhalte wesentlich, läuft er Gefahr, dass die Redaktion das Interview nicht veröffentlicht. In einigen Fällen haben Zeitungen bereits leere Seiten gedruckt, mit dem Hinweis, dass an dieser Stelle ein Interview mit XY hätte erscheinen sollen, worauf aber aufgrund übermäßiger Eingriffe verzichtet worden sei. Im angloamerikanischen Journalismus ist die Autorisierung nicht üblich.
Eine Sonderform des Interviews ist die Umfrage oder in Rundfunk und Fernsehen die Vox pop (Stimme des Volkes).

## Meinungsäußernde Darstellungsformen
Während die informierenden Formen frei von der Meinung des Journalisten sein müssen, ist sie das Kennzeichen folgender Darstellungsformen (die jedoch auch informierend-berichtende Bestandteile enthalten können):

### Leitartikel
Der Leitartikel befasst sich weniger mit tagesaktuellen Themen, sondern vielmehr mit Entwicklungen und Trends. Dabei gibt er nicht nur die Meinung eines einzelnen Verfassers wieder, sondern (basierend auf der Grundtendenz des jeweiligen Publikationsorgans) auch die Meinung der Mehrheit der Redaktion (hält sozusagen die „Fahne“ der Redaktion hoch) (Editorial).

### Kommentar
Der Kommentar ist die Meinung eines einzelnen Verfassers zu einem (tagesaktuellen) Sachverhalt, über den vorher (bei Funk und Fernsehen respektive bei Printmedien) an anderer Stelle berichtet wurde. Grundsätzlich gibt es drei verschiedene Arten des Kommentars:
- Beim Einerseits-/Andererseits-Kommentar vergleicht der Autor verschiedene Argumente für und wider den Sachverhalt, ohne sich auf eine Position festzulegen.
- Der Geradeaus-Kommentar strebt stracks auf sein Ziel zu.
- Der argumentierende Kommentar enthält meist drei bis fünf Argumente des Autors, mit denen dieser seine Meinung begründet. Am Ende wird das anfangs bereits gefällte Urteil bekräftigend aufgenommen; manchmal gibt ein letzter Satz einen Ausblick.

Gelegentlich finden sich auch gegenübergestellte Pro- & Contra-Kommentare zweier Autoren, die gegensätzliche Positionen einnehmen.

### Kritik
Die Kritik oder Rezension bespricht ein Werk oder Ereignis des Kunst- und Kulturbereichs, zum Beispiel eine Publikation (vor allem Bücher und andere Printprodukte), ein Theaterstück, ein Film, eine Fernsehproduktion, ein Konzert, ein Tonträger, ein Kunstwerk, eine Ausstellung oder eine Veranstaltung aus dem Unterhaltungsbereich. Dabei mischen sich Beschreibung und Bewertung des Werks oder des Ereignisses. Es finden sich jedoch auch Erklärungen, Interpretationen und Analysen, Vergleiche, Einordnungen u. ä. Bei Kulturereignissen und Büchern, spricht man von einer Rezension oder Besprechung; häufig werden diese Ausdrücke generell bevorzugt, da sie vielen Mediennutzern neutraler erscheinen. Ist die Kritik negativ bzw. destruktiv, weil sie den Gegenstand ihrer Betrachtung in den wesentlichen Teilen seiner Ausführung und Zielsetzung als gescheitert ansieht, spricht man von einem Verriss. Die Kritik verwendet auch Elemente anderer journalistischer Darstellungsformen: Bericht (Nachricht), Reportage, Kommentar, gegebenenfalls Interview (Zitate), Feature, Essay, Glosse. Sie verbindet Meinung und Information und hat oft konkreten Nutzwert (z. B. ob man ein Buch lesen soll, einen Film ansehen soll, ein Theaterstück besuchen soll u. ä).

### Test
Der Test ist eng verwandt mit der Kritik bzw. Rezension, jedoch werden dabei keine Werke oder Ereignisse des Kunst- und Kulturbereichs behandelt, sondern es werden Konsumgüter (z. B. technische Geräte, Autos, Kosmetika, Lebensmittel und ähnliche Produkte) sowie Dienstleistungen getestet. Der Test unterscheidet sich nicht nur thematisch von der Rezension, sondern auch methodisch: beim Test werden beispielsweise Funktionen und Bedienung technischer Geräte ausgiebig untersucht; auch das Auseinanderbauen von Geräten oder eine chemische Analyse von Kosmetika, Lebensmittel o. ä. kann Bestandteil sein. Auch beim Test finden sich – ähnlich der Kritik bzw. Rezension – beschreibende und bewertende Aspekte und häufig auch Vergleiche mit anderen Produkten derselben Produktkategorie.

### Glosse
Die Glosse ist ein kurzer, subjektiv geschriebener Meinungsartikel mit einer spitzen Argumentation. In einer Glosse können Themen aller Art behandelt werden. Meist ist ihr Unterton heiter und ironisch. Glossen in Lokalzeitungen oder Lokalausgaben überregionaler Zeitungen heißen Lokalglossen (oder Lokalspitzen). Oft werden Wortspiel, Metaphern, Ironie und Satire als Stilmittel eingesetzt.

### Kolumne
Die Kolumne ist ein Meinungsartikel eines einzelnen, oft bekannten Publizisten.

### Essay
Das Essay ist eine kurze, geistreiche Abhandlung, in der ein Autor subjektive Betrachtungen zu kulturellen oder gesellschaftlichen Phänomenen liefert.

### Betrachtung
Die Betrachtung ist eine vergleichsweise seltene Darstellungsform. Sie hat in den Darstellungsformen nach der „Leipziger Schule“ (der Studiengang Journalistik in Leipzig war der einzige in der DDR und Zugangsvoraussetzung für das DDR-Mediensystem) einen festen Platz. Die Betrachtung analysiert meinungsbetont in einem längeren Beitrag ein (gesellschafts-)politisches Problem. Das war aus Sicht der DDR-Medienmacher notwendig; der Journalismus der DDR verstand sich als Propaganda-Instrument der SED. Heute findet die Betrachtung als Darstellungsform nur noch sehr selten Anwendung, gelegentlich findet sich die Betrachtung noch im Kulturteil von Zeitungen.

### Feuilleton
Das Feuilleton ist heute keine Darstellungsform mehr, sondern ein Ressort. Als Feuilleton bezeichnet man den gesamten Kultur- und Gesellschaftsteil einer Zeitung (am Wochenende auch als Sonntagsbeilage bezeichnet). Gelegentlich wird heute noch eine kleine Form so genannt, die eher literarisch ist: Kaum beachteten Kleinigkeiten des Lebens wird eine menschlich bewegende Seite abgewonnen.

## Geschichte
Zunächst prägte Emil Dovifat den Begriff der journalistischen „Stilformen“. Zur Abgrenzung bevorzugt die aktuelle deutschsprachige Journalistik nach 1945 die Bezeichnung „journalistische Darstellungsformen“.
Seit den 1950er-Jahren entstand in der Bundesrepublik nach US-amerikanischem Vorbild eine professionelle Journalistenausbildung. Hier stand an, Darstellungsformen zu definieren und zu kategorisieren. Pionierarbeit für Deutschland leistete Walther von La Roche, dessen „Einführung in den praktischen Journalismus“ dies 1975 grundlegend beschrieb. Parallel unterschied in der DDR eine differenzierte journalistische Genre-Theorie informatorische, analytische und bildhaft konkrete Mitteilungsweise.
Wolf Schneider und Paul Josef Raue erweiterten die informierenden und meinungsäußernden Formen um die Kategorie Unterhaltung. Eine ähnliche wissenschaftliche Definition der Darstellungsformen findet sich bei Siegfried Weischenberg („Hamburger Schule“). Nach der „Mainzer Schule“ (Fischer Lexikon) kommen als dritte Kategorie die phantasiebetonten Formen wie Hörspiel und Kurzgeschichte (also literarische Formen) hinzu.
In der Praxis bewährt hat sich die Definition von Michael Haller („Leipziger Schule“), die zwischen objektiven und subjektiven Formen unterscheidet. Dagegen sieht Eckart Klaus Roloff als dritte Form die interpretierenden Textgattungen wie Porträts, Features, Interviews, Essays und Reportagen.
Um die längeren informationsorientierten Formen wie Interview, Reportage und Feature in Aufbau und Erzählhaltung zu beschreiben, haben Michael Haller und Christoph Fasel vorgeschlagen, sie als „erzählende“ Darstellungsformen innerhalb der informierenden Darstellungsformen zu benennen, vgl. auch Storytelling.

## Formate / Ressorts
In unterschiedlicher Ausprägung finden sich die journalistischen Darstellungsformen in den journalistischen Formaten / Ressorts wieder.
Beispiele dafür sind:
- Politikjournalismus
- Wirtschaftsjournalismus
- Kulturjournalismus
- Sportjournalismus
- Lokaljournalismus
- Wissenschaftsjournalismus
- Technikjournalismus
- Medizinjournalismus
- Geschichtsjournalismus
- Reisejournalismus
- Ratgeberjournalismus (auch Service-Journalismus oder Nutzwertjournalismus) / Verbraucherjournalismus
- Fachjournalismus
- Boulevard-Journalismus
- Kinderjournalismus
- Jugendjournalismus

## Bilder, Grafiken, Tabellen
Ein Bild sagt mehr als 1000 Worte: Diese alte Weisheit (auch in Redaktionen) ist im visuellen Zeitalter der Bilderfluten elektronischer Medien immer noch wichtig. Mit dem Fotojournalismus beschäftigt sich deshalb ein eigener Beitrag.
Die meisten Tageszeitungen sind für den Mantel-Teil auf Agentur-Fotos angewiesen. Ein Großteil der eingehenden Agentur-Fotos verteilt sich entsprechend den Nachrichtenfaktoren auf die Kategorien: Prominente aller Art, Katastrophen (Unfälle, Wetter, Erdbeben) und Konflikte.
Im Lokalbereich resultiert ein Großteil der Fotos aus (offiziellen) Terminen. Diese werden von manchen ein wenig spöttisch „Schüttelbilder“ (wegen vielem Händeschütteln) genannt und zeigen z. B. Ehrungen, Einweihungen, kommunalpolitische und vereinsorientierte Anlässe. Illustrierte legen seit jeher Wert auf qualitativ gute Bilder. Sie beschäftigen eigene und freie Fotografen, welche es möglich machen, Reportagefotos und ganze Fotostrecken zu bringen. Weitere Bebilderungen sind:
- Fotos zur Illustrierung eines Beitrags (neben Agenturbildern oder vom Autor des Beitrags bzw. einem Fotografen zu diesem Beitrag erstellten Fotos sind auch Symbolfotos möglich, die nicht den konkreten Sachverhalt darstellen, sondern aus einem davon unabhängigen Zusammenhang stammen)
- Titelbilder
- Fotoreportagen
- Comics, Cartoons und Bildergeschichten
- Karikaturen (komisch überzeichnete Darstellung von Menschen oder gesellschaftlichen Zuständen und Entwicklungen; häufig ironisch, satirisch oder polemisch geprägt)
- Grafiken
- Infografiken
- Diagramme
- Karten
- Tabellen
- Datenjournalismus
- Audio-Slideshows (auf Internetseiten)

## Formale Bestandteile eines Beitrags (Artikels)
Ein informierender journalistischer Beitrag (im Druck oder auf Webseiten) besteht meist aus einer Überschrift, einem Vorspann und dem eigentlichen Text (vgl. Lead-Stil).
- Die Überschrift kann neben der eigentlichen Überschrift (als Schlagzeile oder Hauptzeile, meist in größerer Schrift und fett gesetzt) eine Dachzeile und/oder eine Unterzeile beinhalten, die optisch weniger ins Auge fallen als die eigentliche Überschrift.
- Vor dem Text erscheint häufig ein Vorspann oder Lead, oft fett gesetzt, der die wesentliche Aussage des Beitrags in wenigen Zeilen zusammenfasst. Dieser Teil ist noch kein Bestandteil des folgenden Textes, also nicht dessen Anfang.
- Daran schließt sich der eigentliche Text des Beitrags an, der in Absätze gegliedert ist und weitere Zwischenüberschriften enthalten kann.

Zusätzlich kann der Beitrag enthalten
- Abbildungen wie Fotos, Diagramme, Karten u. ä.; in der Regel mit einer Bildunterschrift
- Tabellen; ebenfalls in der Regel mit Tabellenunterschrift
- Infoboxen mit weiterführenden Informationen, z. B. Buchtipps, Fernsehtipps, Kontaktadressen, Webseiten, Termine, herausgestellte Zitate u. ä.
- eine Quellenangabe, etwa die Agentur, wenn die Nachricht übernommen wurde
- eine Ortsmarke wie „Stadt. –“
- Autorennamen oder Autorenkürzel.

Kommentare sind immer namentlich oder mit einem eindeutig zuzuweisenden Autorenkürzel gekennzeichnet.

## Weitere Textgattungen
Im Journalismus, insbesondere der Printmedien, finden sich weitere Textgattungen, die sich von den redaktionellen Beiträgen unterscheiden und eher unterhaltende Funktion, Servicefunktion oder kontaktstiftende Funktion haben. Dazu gehören beispielsweise Veranstaltungskalender (insb. im Lokaljournalismus), Wetterberichte (bei Medien in Küstennähe oft auch Seewetter), Witze, Rätsel, Kurzgeschichten, Fortsetzungsromane, Leserbriefe, Kleinanzeigen, Jobangebote u. ä. Auch Werbeanzeigen sind meist fester Bestandteil von Printmedien (und als Werbespots auch Teil von Radio- und Fernsehprogrammen bzw. als Online-Werbung Bestandteil von Internet-Medien). Ferner ist das Impressum fester und gesetzlich vorgeschriebener Bestandteil aller Printmedien (siehe auch Impressumspflicht).